# عرقوب (دهستان)
 عرقوب  (در عربی:  العُرقُوب )
دهستانی است در عزلهٔ (العُرقُوب)، در ناحیهٔ (بلد الحدا) از توابع استان مَحویت، در کشور یمن در شبه جزیره عربستان.

## جمعیت
جمعیت این دهستان در حدود ( ۱۰۱۷۹ ) نفر و (۲۳ خانوار ) می‌باشد. 

## روستاها
روستاهای توابع این دهستان عبارتند از:
- روستاها: العَرقه
- روستاها: عَرکب
- روستاها: العَرْمَه
- روستاها: العَرقَد
- روستاها: عُرقُب